# Langelot et le Sous-Marin jaune
Langelot et le Sous-Marin jaune est le seizième roman de la série Langelot, écrite par le Lieutenant X. Ce roman a été édité pour la première fois en 1971, dans la Bibliothèque verte, où il porte le no 456.

## Titre
Le titre est étrange dans le sens où aucun « sous-marin jaune » n'intervient dans le cours du récit ; l'expression est utilisée par le héros pour servir d'appât à un honorable correspondant.
Le titre fait sans doute référence à la chanson Yellow Submarine (parue en 1966) du groupe de pop rock anglais The Beatles. Cette référence n'est évoquée sous aucune forme, tout au long du roman.

## Personnages principaux
- Langelot (alias Jean Normand) : agent du Service National d'Information Fonctionnelle (SNIF), blond, 1,68 m, mince, « traits menus mais durs ». Indicatif dans ses messages au SNIF : « Insulaire 2 ».
- Orlando Orlandini, séducteur, homme de main du SPHINX.
- Pepito « El Corsario », contrebandier de whisky.
- Grace Mac Donald, touriste.
- Mr Mac Donald, père de Grace, consul britannique à Barcelone.
- Don Diego Cavalcantes y Zurbaraban, honorable correspondant du SNIF.
- Chiquita Cavalcantes y Zurbaraban, fille de Don Diego.
- Manuel Escandell, amoureux de Chiquita.
- Pablo, surnommé Pablito, groom de l'hôtel.
- « El Jefe » (« le Chef ») et Ramon Lopez (pseudonyme d'Otto Schultz) : chefs mafieux responsables d'un réseau clandestin d'émigration de "politiques" ou de délinquants vers l'Amérique du Sud.
- M. Grangier, se présentant comme investisseur français en Espagne, spécialiste des instruments de détection marine, sonars et asdics, chef de l'antenne locale du SPHINX.
- Pat, ami de Pepito, tient un débit de boissons.
- Capitaine Montferrand, chef de la section Protection du SNIF (il n'intervient que par liaison radio chiffrée).  Indicatif dans ses messages vers Langelot : « Insulaire 1 ».

## Résumé
Le Service National d'Information Fonctionnelle dispose d'un honorable correspondant (en abrégé : HC) aux Îles Baléares, rémunéré pour donner des informations diverses, notamment sur les navires qui croisent au large de l'archipel ou qui s'y ravitaillent.
Or, depuis quelques mois, cet honorable correspondant ne donne plus aucune information pertinente : est-il mort ? est-il passé au service d'un pays ennemi ou concurrent ? Établir la vérité quant à la situation de cet "HC" est d'autant plus essentiel que depuis quelque temps, des pétroliers français et anglais sont mystérieusement coulés au large des Baléares.
Langelot est donc envoyé en mission pour faire le point.
Langelot a pour première tâche d'indiquer à toutes les personnes qu'il croise qu'il vient aux Baléares pour « attendre l'arrivée du sous-marin jaune, c'est-à-dire un sous-marin japonais ». Le but est de vérifier si l'honorable correspondant signalera au SNIF cette personne étrange qui évoque un sous-marin jaune, ce qui montrera si l'informateur rend encore compte de ce qui se passe sur place.
Langelot arrive par avion à Ibiza sous le pseudonyme de Jean Normand (identité qui sera hispanisée par Chiquita sous la forme de Juan).
Dans l'avion Langelot engage la conversation avec sa voisine, l'écossaise Grace Mac Donald, fille du consul britannique de Barcelone : il lui confie d'emblée qu'il est venu attendre un sous-marin jaune ; étonnée, la jeune fille ne lui pose pas plus de question. À l'aéroport, Grace est abordée par un beau et grand brun d'origine italienne, Orlando Orlandini, qui se montre « entreprenant » et tente de la forcer à prendre un taxi avec lui. Langelot vient au secours de la jeune fille.
Après avoir demandé un autre taxi pour Grace, Langelot rejoint son hôtel, le Montesol. Il jette un coup d'œil à Pandore, une valise contenant du matériel d'espionnage et de sabotage. Puis il descend prendre son petit déjeuner à la terrasse d'un café ; discutant avec le premier venu, il refait son annonce et déclare qu'il est venu attendre un sous-marin "jaune", c'est-à-dire "japonais". Puis il se rend dans une taverne qui lui a été indiquée pour découvrir que celle-ci est fermée depuis six mois. Cette fois, la situation est claire : l'informateur local du SNIF est rémunéré en contrepartie d'informations obsolètes.
Une information fausse circule, quant à la localisation du centre pirate de détection des navires de commerce français et anglais.
Langelot sera en butte à l'hostilité latente de l'honorable correspondant, qu'il confond en mettant au jour son problème personnel sérieux : il est devenu aveugle. Il est attiré par sa fille Chiquita, elle-même courtisée par Orlando Orlandini, qui cherche à séduire en même temps Grace MacDonald. Il doit également affronter -et rassurer- Manuel, l'amoureux de Chiquita, ulcéré par les amitiés de celle-ci avec les hommes. Il se voit proposer d'investir dans un bar d'alcool de contrebande. Il résiste à une tentative d'assassinat par un réseau de passeurs clandestins germano-espagnol, organisant des transits entre Ibiza et l'Argentine, qui l'a pris pour un potentiel client.
Grangier et Orlando Orlandini étaient respectivement le chef et l'homme de main du SPHINX à Ibiza. Manœuvrant Chiquita, Orlando manipulait son père, l'honorable correspondant du SNIF, incapable de poursuivre lui-même ses fonctions. Grangier et Orlandini sont capturés, avec l'aide de la valise "Pandore", détruite à sa première utilisation. La lutte de Langelot contre le SPHINX s'achève par la découverte du centre de détection des navires en Méditerranée occidentale, au large d'Ibiza, et par sa neutralisation. Les pétroliers français et anglais peuvent, de nouveau, naviguer au large de la Mer des Baléares en pleine sécurité.

## Les différentes éditions
- 1971 - Hachette, Bibliothèque verte (français, version originale). Illustré par Maurice Paulin.
- 1974 - Hachette, Bibliothèque verte. Illustré par Maurice Paulin.
- 1975 - Hachette, Bibliothèque verte. Illustré par Maurice Paulin.

## Remarques autour du roman
- Yellow Submarine, « le Sous-marin Jaune », chanson des Beatles, est diffusée avec un fort succès depuis le 5 août 1966. Le film Yellow Submarine est paru le 17 juillet 1968.
- Pour se faire remarquer, Langelot prétend attendre un sous-marin japonais qu'il appelle « sous-marin jaune », alors qu'il est notoire que le Japon n'a alors pas de tel navire ; ce pays utilise des sous-marins à partir de 1976. L'éloignement du Japon et des Baléares attise également la curiosité.
- La dictature du général Franco, alors au terme de son pouvoir lors de la publication du roman, est totalement passée sous silence. Le livre paraît en 1971, le général Franco mourra en 1975. Les îles Baléares connaissent un fort développement touristique à partir de 1965 ; celle d'Ibiza, en particulier, a été ouverte par le régime depuis les années 1960.
- Dans ce roman, Langelot utilise un autre roman, Les Mousquetaires de la république, pour coder et pour décoder ses messages radio avec le SNIF (page 47 de l'édition Hachette) ; cet autre roman, paru en 1964, a pour auteur Vladimir Volkoff[1], qui sème ainsi un indice quant à l'identité du Lieutenant X***.
- Le livre évoque un réseau de passeurs entre l'Europe et l'Amérique du Sud (Argentine), dirigé par un allemand Otto Schultz/Ramon Lopez, au passé trouble. De fait, Ibiza a pu servir de lieu de transit, voire de refuge, pour d'anciens nazis après la défaite de 1945[2]. Par exemple, Emil(io) Schillinger[3] a ouvert à Ibiza, dans les années cinquante, la galerie de peinture El Corsario[4], qui deviendra l'hôtel-restaurant du même nom, fameux à Ibiza[5]. Langelot y dîne (page 115).
- Langelot descend à l'hôtel Montesol (Gran Hotel Montesol), inauguré à Ibiza en 1933[6].
- Langelot reviendra aux Baléares pour sa vingt-cinquième mission, Langelot sur la Côte d'Azur, puisqu'il se rendra à Formentera, l'autre grande île habitée de l'archipel des Pityuses.